# Lunds Idrottshall
Lunds Idrottshall est une installation sportive située à Lund en Suède.

## Histoire
Construit en 1941, le gymnase abrite jusqu'en 2008 les rencontres à domicile des sections masculines et féminines des clubs de handball de Lugi HF et du H43 Lund (sv) avant l'inauguration de la Färs & Frosta Sparbank Arena. Il est situé à proximité du parc de la ville et possède une capacité d'accueil de 2 000 spectateurs.

## Évènements
- Ligue européenne féminine de volley-ball 2022 (Ligue d'argent) ;
- Ligue européenne féminine de volley-ball 2023.

## Galerie

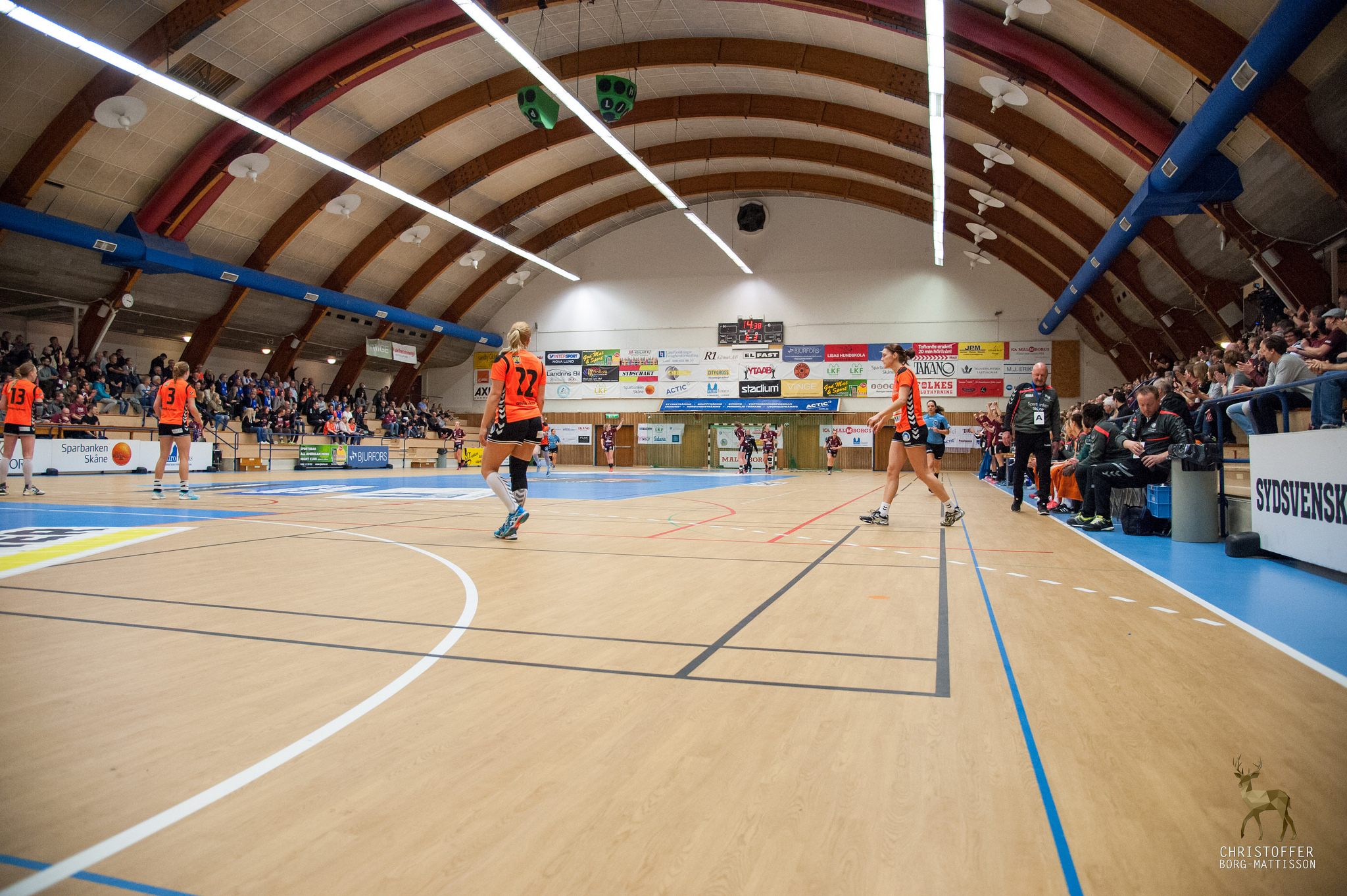
Rencontre de handball féminin en 2017.